# Acmaeodera macra
Acmaeodera macra es una especie de escarabajo del género Acmaeodera, familia Buprestidae. Fue descrita científicamente por Horn en 1878.
Esta especie se encuentra en América del Norte.